# Ariana
|  | Per a altres significats, vegeu «Ariana (desambiguació)». |

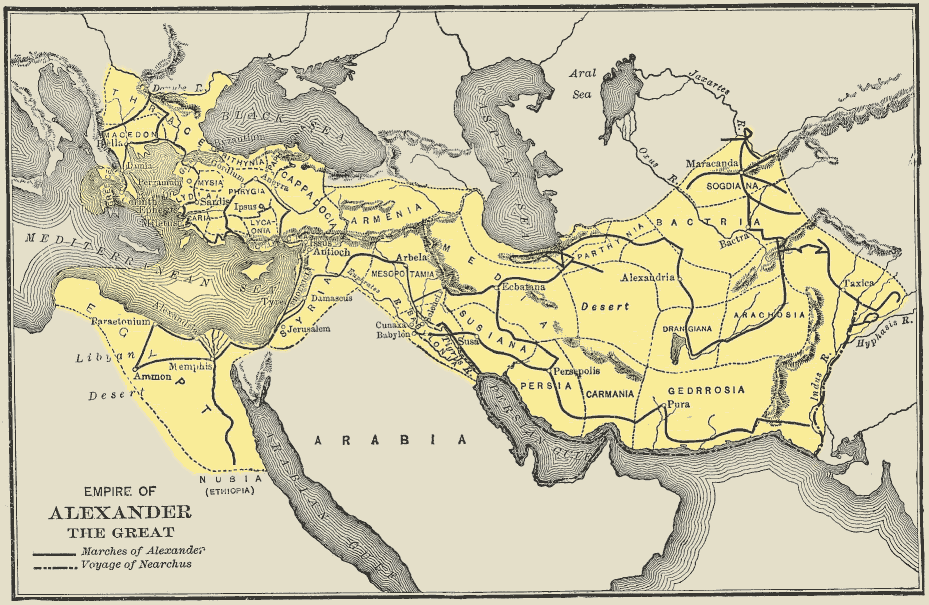
Mapa de l'Imperi d'Alexandre.

Ariana (en llatí: Ariana, en grec antic: Ἀριανή) va ser una regió de l'imperi Persa i més tard selèucida, que abraçava el conjunt de l'antiga Pèrsia, limitant al nord amb Bactriana, Margiana i Hircània, a l'est amb el riu Indus, al sud, amb l'oceà i el Golf Pèrsic i a l'oest amb la Mèdia, la mar Càspia i les muntanyes al sud d'aquesta mar. (Eratòstenes precisa més i diu que una part de la Paretacene, la part de la moderna Yedz i el Kerman, formava part de l'Ariana, però no pas la resta, el Fars. Cal no confondre aquesta regió amb la satrapia d'Aria.
Heròdot no en parla, i Esteve de Bizanci no la inclou en les seves descripcions. Si que la descriuen, amb els límits donats, Estrabó i Plini el Vell, encara que aquest últim de vegades la confon amb Aria.
Dins l'Ariana hi havia les satrapies de Gedròsia, Drangiana, Aracòsia, Aria, Pàrtia, i Carmània.
Les principals tribus de la regió, segons Estrabó, eren els Paropamisades, els Aris, els Drangians, els Aracosis i els Gedrosis. Plini el Vell hi afegeix els Doriscis, els Evergetis, els Zarangais i alguna altra com els Metoricis, els Auguturis, els Urbis, els Daritis, els Pasiris i els Ictiòfags.
En línies generals l'Ariana seria el modern Iran. El nom derivaria del sànscrit Arya (noble).